# Roger François
Pour les articles homonymes, voir François.
Roger François, né le 7 octobre 1900 à Romans dans la Drôme et mort le 15 février 1949 dans le 17e arrondissement de Paris, est un haltérophile français.
Il est champion du monde des poids mi-lourds aux Championnats du monde 1922 à Tallinn.
Sixième de la catégorie des poids moyens aux Jeux olympiques d'été de 1924, il devient champion olympique, dans la catégorie des poids moyens lors des  Jeux olympiques d'été de 1928 se tenant à Amsterdam, aux Pays-Bas. Cette année-là, on a abandonné l'appellation « poids et haltères » pour celle d'« haltérophilie ». Il participe aussi aux  Jeux olympiques de 1932, où il termine quatrième dans la même catégorie.
Un gymnase porte son nom à Romans.